# 瀬田元吾
瀬田 元吾（せた げんご、1981年1月1日 - ）は、東京都出身の元サッカー選手、元サッカー指導者。現在はブンデスリーガ1部(ドイツ)に所属するフォルトゥナ・デュッセルドルフのフロントで日本デスクを担当している。

## 経歴
2005年に渡独し、2005/06シーズンにフォルトゥナ・デュッセルドルフサテライトでプレー。その後、ケルン体育大学大学院を経て(中退)、2008/09シーズンからフォルトゥナ・デュッセルドルフのフロント入りし、日本デスクを設立。“フロント界の海外組“の先駆けとして、ドイツ3部リーグからブンデスリーガ1部までをフロントスタッフとして経験している。
2012/13シーズンにはFW大前元紀(現大宮アルディージャ)獲得に従事し、加入後はトップチームにも帯同し、通訳も務めた。また、2017/18シーズンには夏にFW宇佐美貴史(現ガンバ大阪)、冬に原口元気(現ハノーファー96)獲得・サポートにも従事し、同クラブのブンデスリーガ2部優勝及び、6年振りのブンデスリーガ1部昇格を陰から支えた。
また2014年には、サッカーを中心としたスポーツ活動を通じて「日独の架け橋」となることを目標として、ドイツにSETAGS社を設立し、翌年には永住権も取得。2014/15シーズンからは、同社とフォルトゥナ・デュッセルドルフとの間で新しい契約を結び、クラブの⽇本デスクを担当する⽴場は続けると共に、クラブの日本での代理店としての権利も取得。⽇本にて定期的にクラブのプロモーション活動や、ドイツ語を教える出張サッカースクール事業も⾏なっている。
さらに2015年からは、U19デュッセルドルフ国際サッカー⼤会U19 Champions Trophyでも日本デスクとして日本向けの窓口を担当しているほか、2018年にはU16デュッセルドルフ国際サッカー大会TOYO TIREU16CUPのアドバイザーにも就任し、同大会へのJリーグ所属クラブアカデミーチーム招待を実現させている(2018年、2019年は北海道コンサドーレ札幌U16が参加)。
さらに日本では、2016年に中央大学の客員企業研究員に着任し、学術論文の執筆や特別講義などを行っている。また2018年には、筑波大学蹴球部のグローバルビジョンアドバイザーにも就任している。
その他にもドイツプロクラブで働く⽇本⼈フロントスタッフの視点から、ドイツサッカーの仕組みや新しい取り組み、協会やリーグ、クラブの関係性やメカニズムを解説する講演や講義、セミナーを実施しているだけでなく、イベント出演、サッカー解説、TV出演など、多岐に渡る業務を行っている。

## 所属クラブ
- 新宿区立落合第四小学校
- 学習院中・高等科
- 筑波大学
- 2003年 - 2004年[1]  群馬FCホリコシ (現・アルテ高崎)
- 2005年 - 2006年 フォルトゥナ・デュッセルドルフサテライト (ドイツ5部)
- 2006年 Düsseldorfer SV 04 (ドイツ7部)
- 2006年 - 2008年 Ratingen04/19 (ドイツ5部)
- 2008年 - 2010年 SC Düsseldorf West (ドイツ5部)

## 指導歴
- 2006年 SC WEST：コーチ

## 主な出演歴
- FOOTｘBRAIN【FOOTxBRAIN的ブンデスリーガ考察】(2012年6月23日テレビ東京系)
- FOOTｘBRAIN【日本で体験！強豪国・有名クラブのサッカースクール】(2014年10月4日テレビ東京系)
- ジェイスポーツFoot!デイリーサッカーニュース

## 書籍
- 2012年7月『ドイツサッカーを観に⾏こう！ブンデスリーガxドイツ語』 (三修社)
- 2013年6月『頑張るときはいつも今 ドイツ・ブンデスリーガ「日本人フロント」の挑戦』(双葉社)